# Henri Debray
Jules Henry Debray (Amiens, 26 luglio 1827 – Parigi, 19 luglio 1888) è stato un chimico francese.

## Biografia
Assistente di Henri Sainte-Claire Deville dal 1875, fu docente di chimica all'Università delle scienze di Parigi dal 1881 al 1888; il 26 febbraio 1877 fu eletto membro dell'Accademia francese delle scienze.